# Hoppenrade
Hoppenrade är en kommun och ort i Landkreis Rostock i förbundslandet Mecklenburg-Vorpommern i Tyskland.
Kommunen ingår i kommunalförbundet Amt Krakow am See tillsammans med kommunerna Dobbin-Linstow, Krakow am See, Kuchelmiß och Lalendorf.